# 法務府令
法務府令（ほうむふれい）とは、法務省が設置される前において、法務総裁が昭和27年法律第268号による改正前の国家行政組織法第12条第1項に基づいて発した法務府の命令。概ね、現在の法務省令に相当する。
法務府令は、総理府令および省令と同様に、法務総裁により、主任の行政事務について、法律もしくは政令を施行するため、または法律もしくは政令の特別の委任に基づいて、法務府の命令として制定された。
法務府令には、（総理府令および省令と同様に、）法律の委任がなければ、罰則を設け、または義務を課し、もしくは国民の権利を制限する規定を設けることができない（昭和27年法律第268号による改正前の国家行政組織法第12条第3項）。
総理府令および省令とは、名称および制定権者が異なるのみで、根拠法も法的な性質も同じである。